# Logos
Logos (en grec antic λóγος) significa 'estudi', 'argumentació', 'tractat' o 'discurs'. També es pot entendre com a 'intel·ligència', 'pensament', 'ciència', 'estudi', 'sentit'. Logos significa 'intel·ligència' pura de l'ésser humà i també la 'paraula', lligant per primer cop llenguatge i pensament racional.
Històricament, ha estat fet equivalent a la raó (a Grècia) i al Déu creador i ordenador (edat mitjana). En el dualisme tradicional, criticat per Nietzsche, equival a la part cerebral de l'ésser humà, en oposició a l'instint i la passió.

## Significat filosòfic
El filòsof grec Heràclit utilitza aquesta paraula en la seva teoria de l'ésser, dient: "No jo, sinó havent escoltat el logos, és savi dir junt a aquest que tot és un." Agafant el logos com la gran unitat de la realitat, pot ser el real; Heràclit demana que l'escoltem, és a dir, que esperem que es manifesti sol, en lloc de pressionar.
L'ésser d'Heràclit, entès com a logos, és la intel·ligència que dirigeix, ordena i dona harmonia a l'esdevenir dels canvis que es produeixen en la 'guerra' que és la mateixa existència. Es tracta d'una intel·ligència substancial, present en totes les coses. Quan una entitat perd el sentit de la seva existència, s'aparta del logos.
Logos tria quines coses surten a la llum (neixen) i quines deixen d'estar selccionades (moren).

## Significat psicològic
En logoteràpia, la tercera escola vienesa de psicologia -després de la psicoanàlisi de Sigmund Freud i de la psicologia individual d'Alfred Adler, desenvolupada per Viktor Frankl-, la recerca del logos (en aquest cas: 'sentit de l'existència') és el centre del treball existencial i terapèutic per a trobar el sentit i el significat que orienten la praxi de l'ésser humà.

## Significat teològic

### Judaisme

#### Filó d'Alexandria
Filó d'Alexandria utilitza la paraula grega logos per a significar la saviesa i, especialment, la raó inherent a Déu. Defineix el logos com a ment divina, i seu de les idees. El logos és el mitjà que utilitza Déu per donar forma a la matèria, i s'ha d'entendre com a intermediari entre Déu i el món.
El logos també designa, per a Filó, el gran sacerdot, en referència a l'exaltada posició que va ocupar aquest càrrec després de l'exili, com el veritable centre de l'estat jueu. És, per tant, l'expiador dels pecats, i el mediador i defensor de les persones.
"El logos és el primer nascut i el major i cap dels àngels".

### Cristianisme
En el cristianisme, després del segle i, el Logos és traduït en el Nou Testament com el Verb o  la Paraula i obté una significació cristiana especial; hi veien Jesús, el Crist, Fill de Déu, el primogènit de la creació.

#### Evangeli segons Joan
En el pròleg de l'Evangeli segons Joan, s'esmenta el Λóγος (Logos), identificant-lo com una persona espiritual en el principi de la creació. Joan 1:1 diu:
| «                    | εν αρχη ην ο λογος και ο λογος ην προς τον θεον και θεος ην ο λογος | » |
| — (original en grec) |                                                                     |   |

| «           | En el principi era el Logos i el Logos era amb Déu i el Logos era Déu | » |
| — Traducció |                                                                       |   |

| «                                   | Al principi existia el qui és la Paraula. La Paraula estava amb Déu i la Paraula era Déu | » |
| — Bíblia Catalana Interconfessional |                                                                                          |   |

| «                                                 | En [el] principi la Paraula era, i la Paraula estava en Déu, i la Paraula era un déu | » |
| — Traducció del Nou Món de les Santes Escriptures |                                                                                      |   |

Moltes interpretacions han sorgit a l'entorn del significat del Logos en aquest versicle. Alguns el relacionen amb el logos de la filosofia grega i el judaisme hel·lenista.

#### Gnosticisme
El gnosticisme li dona un significat molt semblant al de Filó i l'anomenen amb el nom de sofia.

#### Tertul·lià
Tertul·lià diferenciava entre el Logos com atribut intern de Déu, i un altre Logos que engendrà Déu, que es tornaria en una persona. Altres teòlegs l'entenien ontològicament com "la raó de Déu" i inseparable d'aquest. Els que s'oposaven a aquesta visió al·legaven que al Logos se li predica sense l'article definit en grec, i això indicaria, per a alguns, que aquest Logos era un "segon Déu" (δευτερος θεος), però no el Déu Totpoderós, El Déu (ο θεος). Per als creients en la Santíssima Trinitat, el Logos és interpretat com aquell que existia des del principi (αρχη/ arque) amb Déu (amb majúscula, perquè és el nom propi). La paraula admet més de trenta accepcions.

#### Sant Agustí
Agustí d'Hipona diu que abans de l'existència de Déu, no existia el temps, la qual cosa converteix a la raó en l'energia de l'univers.
Agustí també admet que havia llegit dels autors platònics la frase: Que en el principi era el Verb, i el Verb era a prop de Déu i Déu era Verb, el qual era en el principi a prop de Déu. Totes les coses són fetes per ell i sense ell cap cosa és feta. El que ha estat fet, és vida en ell, i la vida era llum dels humans, i la llum brilla en les tenebres, i les tenebres no el comprengueren. I que l'ànima de l'ésser humà, encara que doni testimoni de la llum, no és la mateixa llum, mes el Verb de Déu que és Déu, és la llum verdadera, que il·lumina tota persona que ve a aquest món. I que ell estava en aquest món, i el món fou fet per ell, i el món no el conegué. Que el verb Déu no va néixer de carn, ni de sang, ni per voluntat de baró, ni per voluntat de la carn, sinó de Déu.

#### Testimonis de Jehovà
Els testimonis de Jehovà defineixen el Logos de Joan 1:1 com Jesucrist el primogènit de la creació, un esperit perfecte superior als àngels però inferior a Déu, per això tradueixen "...i la Paraula era un déu", amb "déu" en minúscula.